# رکن‌آباد (میبد)
رکن‌آباد، روستایی از توابع بخش مرکزی شهرستان میبد در استان یزد ایران و مرکز دهستان شهدا است.
وسعت خاک این روستا حدود چهار کیلومتر مربع می‌باشد؛ از این مقدار وسعت، حدود ۳۰۰ هکتار آن متعلق به زمین‌های کشاورزی است که بیشتراوقات بیش از نصف آن زیر کشت نیست. حاصل کشاورزی این سامان بیشتر گندم و انار و هندوانه و خربزه می‌باشد. دو چاه عمیق زمین‌های این محل را سیراب می‌کند؛ ولی در قدیم دو قنات و چشمه سار پرآب این کار را به عهده داشته است.
قدمت تاريخي رکن آباد با توجه به وجود قبرستان بيت المقدسي در منطقه حافظ جمال به اوايل اسلام و يا حتي قبل از آن بر ميگردد.به گفته برخي ، اين روستا بعدها به وسيله سيد رکن الدين قاضي به عنوان محل اقامت تابستاني انتخاب شد و از آن زمان با نام رکن آباد شناخته ميشود.
روستای رکن آباد با تعداد ۶۳ شهید به نسبت جمعیت ، دومین روستای شهید پرور در کشور می باشد.
روستای شهیدپروررکن ابادازنظرعلمی نیز دارای اساتیدبسیاردرزمینه های مختلف علمی ،قرانی وپژوهشی می‌باشد.مصطفی ملاصادقی عضو تیم ریال مادرید اسپانیا می باشد و از مفاخرروستای رکن اباد می باشد.

## جمعیت
این روستا در دهستان شهدا قرار دارد و براساس سرشماری مرکز آمار ایران در سال ۱۳۹۵، جمعیت آن ۲۳۴۱  نفر (۶۹۲ خانوار) بوده‌است.

## بناهای تاریخی
- مسجد جامع رکن آباد
- حافظ جمال
- قلعه وزیری
- قلعه ملاتقی

## چهره‌های برجسته
- دکتر عباس ملاتقی رکن آبادی، دکترای تخصصی شیمی آلی، سیاستمدار، پژوهشگر علوم دارویی
- دکتر غضنفر اصل رکن آبادی، دکترای علوم سیاسی، سیاستمدار
- دکتر سیدجلال حسینی رکن آبادی، متخصص بیماریهای مغز و اعصاب
- دکتر صدرالدين محمدي رکن آبادي ، دکتراي شيمي ، عضو هيئت علمي دانشگاه شهيد بهشتي
- دکتر مجيد توسلي رکن آبادي ، عضو هيئت امناي دانشگاه آزاد اسلامي ، معاونت دانشگاه آزاد اسلامي